# Extrapolación (matemática)
En matemáticas, extrapolación es el proceso de estimar más allá del intervalo de observación original el valor de la variable, con base en su relación con otra variable. Es similar a la interpolación, la cual produce estimados entre las observaciones conocidas, a diferencia de esta la extrapolación es sujeta a una mayor incertidumbre y a un mayor riesgo de producir resultados insignificantes. Extrapolación también puede significar extensión de un método, asumiendo que se pueden aplicar métodos similares.

Ilustración de ejemplo del problema de extrapolación, consistente en asignar un valor significactivo a la caja azul, en, dados los datos como puntos rojos.

## Métodos de extrapolación
Una opción muy sonada en la cual se aplica el método de extrapolación se fundamenta en el conocimiento a priori del proceso que ha creado los puntos para los datos existentes. Algunos expertos han propuesto el uso de fuerzas casuales en la evaluación de los métodos de extrapolación. Preguntas cruciales son, por ejemplo, si los datos se pueden suponer continuos, llanos, posiblemente periódicos, etc.

### Extrapolación Lineal
Extrapolación significa crear una línea tangente al final de los datos conocidos y extenderla más allá de ese límite. La Extrapolación lineal proveerá buenos resultados solo cuando se use para extender la gráfica de una función lineal aproximadamente o no muy lejana de los datos conocidos. 
Si los dos puntos cercanos al punto {\displaystyle x_{*}} que serán extrapolados son {\displaystyle (x_{k-1},y_{k-1})} y {\displaystyle (x_{k},y_{k})}, la extrapolación lineal nos da la función:
{\displaystyle y(x_{*})=y_{k-1}+{\frac {x_{*}-x_{k-1}}{x_{k}-x_{k-1}}}(y_{k}-y_{k-1}).}
(la cual es idéntica a Interpolación_lineal si {\displaystyle x_{k-1}<x_{*}<x_{k}}). Es posible incluir más de dos puntos y promediar la inclinación del interpolante lineal, haciendo técnicas de regresión, en los puntos de los datos que serán incluidos. Esto es similar a la predicción lineal.

### Extrapolación polinómica
Una extrapolación polinómica se puede calcular a partir de todos los datos conocidos o tan solo con los datos extremos. La curva resultante puede ser extendida a posterior más allá de los datos conocidos. La extrapolación polinómica se calcula usualmente mediante interpolación Lagrange o utilizando el método de Newton de diferencias finitas (creando series de Newton a partir de los datos). El polinomio así calculado se puede usar para extrapolar los datos.
La extrapolación mediante polinomios de alto grado debe ser usada con cautela. Por ejemplo, en el conjunto de datos y el problema de la figura anterior, cualquiera que este polinomios de grado mayor que uno puede producir valores inutilizables, un error estimado del valor extrapolador crecerá con el grado de la extrapolación polinómica. Este hecho está relacionado con el llamado fenómeno de Runge.

### Extrapolación cónica
Puede computarse una sección cónica utilizando los puntos cercanos al final de los datos conocidos. Si la sección cónica calculada es una elipse o un círculo, creará un bucle y se unirá nuevamente en sí misma. Una curva parabólica o hiperbólica no se unirá nuevamente en sí, pero puede curvearse respecto al eje X. Este tipo de extrapolación se puede hacer con una plantilla de secciones cónicas (en papel) o mediante computadora.

### Extrapolación de Curva Francesa
La Extrapolación de curva Francesa es un método adecuado para cualquier distribución que tenga una tendencia a convertirse en exponencial, pero con factores de aceleración o desaceleración. Este método se ha utilizado exitosamente para proveer proyecciones de pronósticos en el crecimiento de VIH/SIDA en el Reino Unido desde 1987 y variantes de la enfermedad Creutzfeldt-Jakob en el Reino Unido desde hace varios años. Otro estudio ha mostrado que la extrapolación puede producir la misma calidad de resultados que otras estrategias de pronóstico.

### Extrapolación geométrica con predicción de errores
Se puede crear con 3 puntos de una secuencia y el "momento" o "índice", este tipo de extrapolación tiene una precisión del 100 % en las predicciones en un gran porcentaje de bases de datos de series conocidas (OEIS).
Ejemplo de extrapolación con predicción de error:
{\displaystyle {\text{sequence}}=[1,2,3,5]}
{\displaystyle {f_{1}(x,y)={\frac {x}{y}}}}
{\displaystyle d_{1}=f_{1}(3,2)}
{\displaystyle {d_{2}=f_{1}(5,3)}}
{\displaystyle m={\text{sequence}}(5)}
{\displaystyle n={\text{sequence}}(3)}
{\displaystyle {\begin{aligned}{\text{f}}(m,n,d_{1},d_{2})&={\text{round}}\left((n\cdot d_{1}-m)+(m\cdot d_{2})\right)\\&={\text{round}}\left((3\times 1.5-5\right)+(5\times 1.66))=8\end{aligned}}}

## Calidad de la extrapolación
Típicamente, la calidad de un método de extrapolación en particular está limitado por las suposiciones acerca de la función producida por el método. Si el método asume que los datos son llanos, entonces una función no llana se encontrará pobremente extrapolada.
En términos de series de tiempo complejas, algunos expertos han descubierto que la extrapolación es más precisa cuando se realiza a través de la descomposición de las fuerzas causales.
Aún con los supuestos apropiados acerca de la función, la extrapolación puede divergir fuertemente desde la función. El ejemplo clásico son representaciones del sin(x) en series de potencias truncadas y funciones trigonométricas relacionadas. Por ejemplo, tomando solo datos cercanos de x = 0, podemos estimar que la función se comporta como sin(x) ~ x. En la cercanía de x = 0, este es un estimado excelente. Lejos de x = 0, sin embargo, la extrapolación se mueve arbitrariamente lejos del eje x mientras sin(x) permanece en el intervalo [−1,1]. Ej. el error aumenta sin límite.
Tomando más términos con potencia de las series del sin(x) alrededor x' = 0 producirán un mejor acuerdo sobre un intervalo largo cercano a x = 0, pero producirán extrapolaciones que eventualmente divergen lejos del eje x aún más rápido que la aproximación lineal.
Esta divergencia es una propiedad específica de los métodos de extrapolación y solo es eludida cuando las formas funcionales asumidas por el método de extrapolación (inadvertida o intencialmente debido a información adicional) representan de forma precisa la naturaleza de la función extrapolada. Para problemas particulares, esta información adicional puede estar disponible, pero generalmente es imposible satisfacer todos los comportamientos de la función con un conjunto pequeño de información trabajable de comportamiento potencial.

## Extrapolación en el plano complejo
En el análisis complejo, un problema de extrapolación se puede convertir en un problema de Interpolación por el cambio de variable {\displaystyle {\hat {z}}=1/z}. Esta transformación intercambia la parte del Plano Complejo dentro de un círculo unitario con la parte del plano complejo fuera del círculo unitario. En particular, la compactificación del punto al infinito se mapea al origen y viceversa. Se debe tener cuidado con esta transformación sin embargo, desde que la función original puede tener "características", por ejemplo polos y otras singularidades, al infinito que no eran evidentes desde los datos de la muestra. 
Otro problema de la extrapolación que está íntimamente relacionado con el problema de la continuación analítica, donde (típicamente) una representación de series de potencias de una función es expandida a uno de sus puntos de convergencia para producir una series de potencias con un mayor radio de convergencia. En efecto, un conjunto de datos de una pequeña región se usa para extrapolar una función a una región mayor.
Nuevamente la continuación analítica, puede frustrar las características de las funciones que no fueron evidentes en los datos de inicio. 
Así mismo, uno puede utilizar transformación secuencial como la aproximación Padé y la transformación secuencial del tipo Levin como métodos de extrapolación que conllevan a la adición de series de potencias que son divergentes fuera del radio de convergencia original. En este caso uno obtiene a veces el aproximado racional.